# Ryves Canal
Ryves Canal är en kanal i Indien.   Den ligger i delstaten Andhra Pradesh, i den södra delen av landet, 1 400 km söder om huvudstaden New Delhi.